# Manufacture Japuis
La Manufacture Japuis était une manufacture textile, fondée en 1774 par Jean-Baptiste Japuis, à Claye-Souilly.

## Historique

### Débuts modestes
La manufacture a fait son apparition en 1774, lorsque Jean-Baptiste Japuis, un coloriste badois, d'origine dauphinoise, prit la route de Paris, accompagné de deux amis, Haguenauer, un imprimeur, et Jean Davoine, un graveur. Tous trois avaient conçu le projet d'installer auprès de Paris un petit atelier pour la fabrication d'indiennes imprimées, suivant l'illustre exemple d'Oberkampf.
La route venant de Metz les amena à Claye, où, séduits par le vallon au fond duquel couraient les eaux claires et vives de la Beuvronne, ils sollicitèrent le Prince de Polignac qui leur donna l'autorisation de travailler dans les anciennes écuries, inoccupées, et près de l'Église. Cette proximité avec des lieux influents leur valut la protection du seigneur du lieu.

### Essor auXIXesiècle
Au début, l'établissement souffrait d'un manque de succès, mais l'engouement de la Cour, suivi du Blocus Continental de l'empereur Napoléon, ont grandement bénéficié à l'entreprise en encourageant les Français à se fournir localement. L'entrée des fils Japuis et le déclin de la Manufacture Oberkampf ont également facilité le développement de l'entreprise.
Dès le commencement du XIXe siècle, l'atelier dû être agrandi, et transféré dans l'ancien potager seigneurial, rue Berthe (maintenant rue Eugène Varlin), à quelques pas de la maison des Varlin. En 1800, près de 100 habitants, sur les 200 que comptait le quartier Voisins, travaillaient pour la maison Japuis. La manufacture fut déplacée une dernière fois, rue de Vilaine, sur l'actuel emplacement du groupe DG.
À la mort de Jean-Baptiste Japuis, en 1830, l'entreprise comptait environ 400 ouvriers. Ses fils Jean-Marie, Adrien et Jean-Baptiste reprirent la direction de l'entreprise, dont le succès se poursuivit. Ceux-ci participèrent aux Expositions des produits de l'industrie de 1834, 1839, 1844, Exposition Universelle de 1851, Exposition Universelle de 1855, Exposition Universelle de 1862, Exposition Universelle de 1867, Exposition internationale d'économie domestique de 1869, Exposition Universelle de 1873, et Exposition française d'art de Copenhague en 1909. Ils y ont reçu de nombreuses médailles d'or, d'argent et mentions honorables.
Dans la manufacture, les catégories professionnelles étaient divisées en deux: 
- Les cadres de l'entreprises (les Japuis), dessinateurs, coloristes, graveurs;
- Les ouvriers: imprimeurs, tireurs, laveurs, metteurs sur bois, journaliers;

Les enfants pouvaient entrer dans la manufacture dès l'âge de 7 ans, et avaient un horaire entre 8 et 12 heures par jour. La scolarité était donc en général réduite pour les garçons, et pratiquement inexistante pour les filles. Les conditions de travail étaient donc très pénibles, l'illettrisme encourageant un relâchement des liens moraux. De nombreuses jeunes filles travaillant à la manufacture étaient célibataires.
La manufacture des Japuis permis à la population de Claye-Souilly de passer de 878 habitants en 1800 à 1752 en 1866.

Elle connut le succès au XIXe siècle, comme le montre cet extrait du Dictionnaire général des tissus anciens et modernes, dans les années 1860:

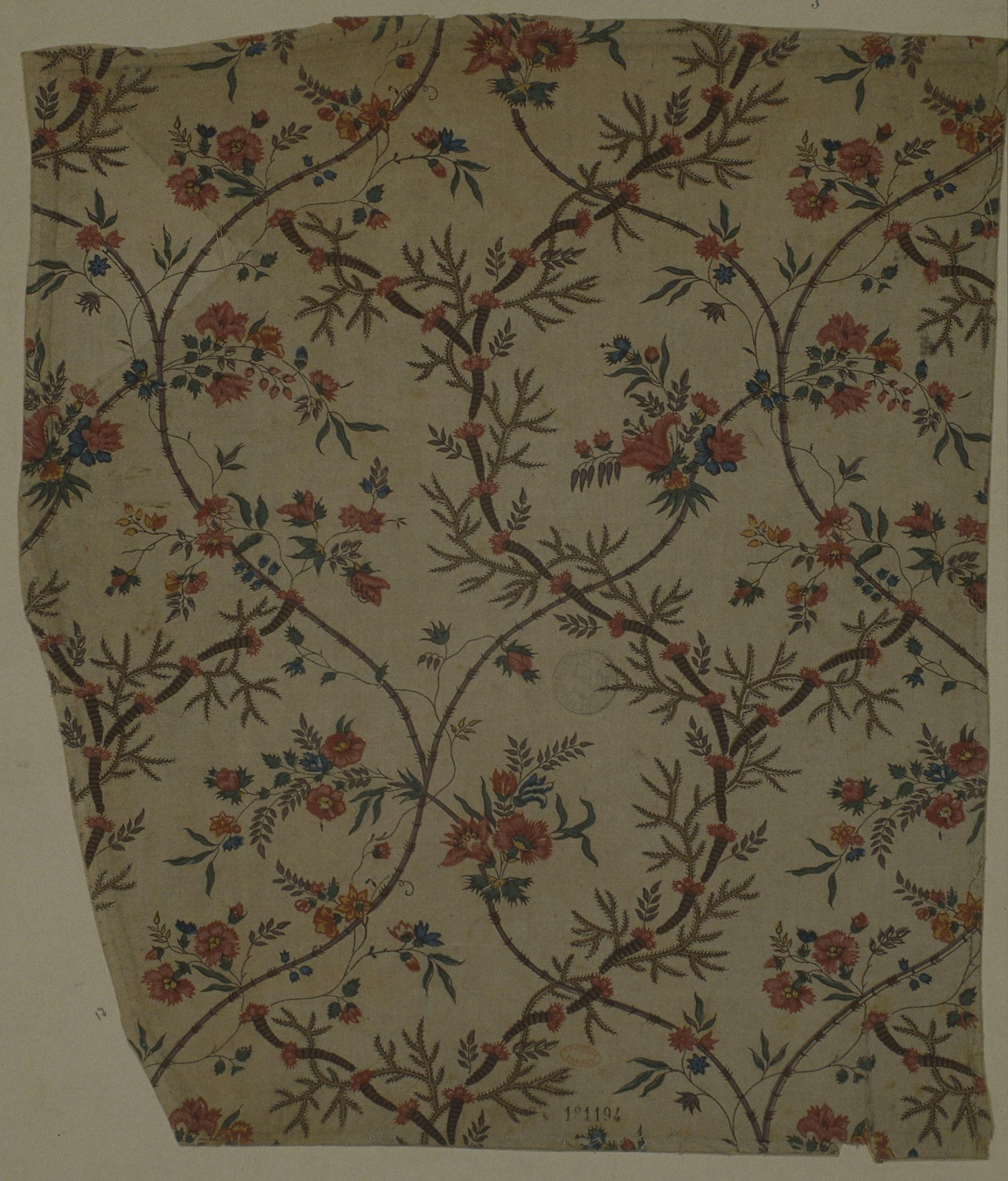
Chef de pièce de la manufacture Japuis à Claye-Souilly.

Le département de Seine-et-Marne possède une belle manufacture d'indiennes et de toiles peintes, dont la fondation remonte à 1774; c'est par conséquent la plus ancienne qui existe aujourd'hui en France. Pendant longtemps on y imprimera spécialement les étoffes de coton pour ameublement, stores, portières, etc. Depuis environ 20 ans, on a joint les impressions sur étoffes de laine aux impressions sur tissus de coton. Dirigé avec beaucoup d'intelligence et de talent par MM. Adrien et Jean-Baptiste Japuis, cet établissement s'est toujours distingué par l'excellente confection de tous les produits qu'il livre au commerce; il s'est maintenu constamment au premier rang pour ce genre d'industrie, dans lequel il ne redoute aucun concurrent. MM. Adrien et Jean-Baptiste Japuis ont reçu la médaille d'or en 1834. Rappels de médailles ont été successivement votés en leur faveur à toutes les expositions suivantes. En 1851, à Londres, MM. Japuis (sous la raison actuelle Baptiste Japuis et fils), ont obtenu la 'price medal'. L'un des chefs de la maison a été décoré de la Légion d'Honneur, lors de l'exposition de 1839. 
En 1872, un incendie se produit dans l'usine. Les dommages s'élèvent à 30 000 francs. L'usine entière était assurée pour 400 000 francs.

### Déclin et disparition

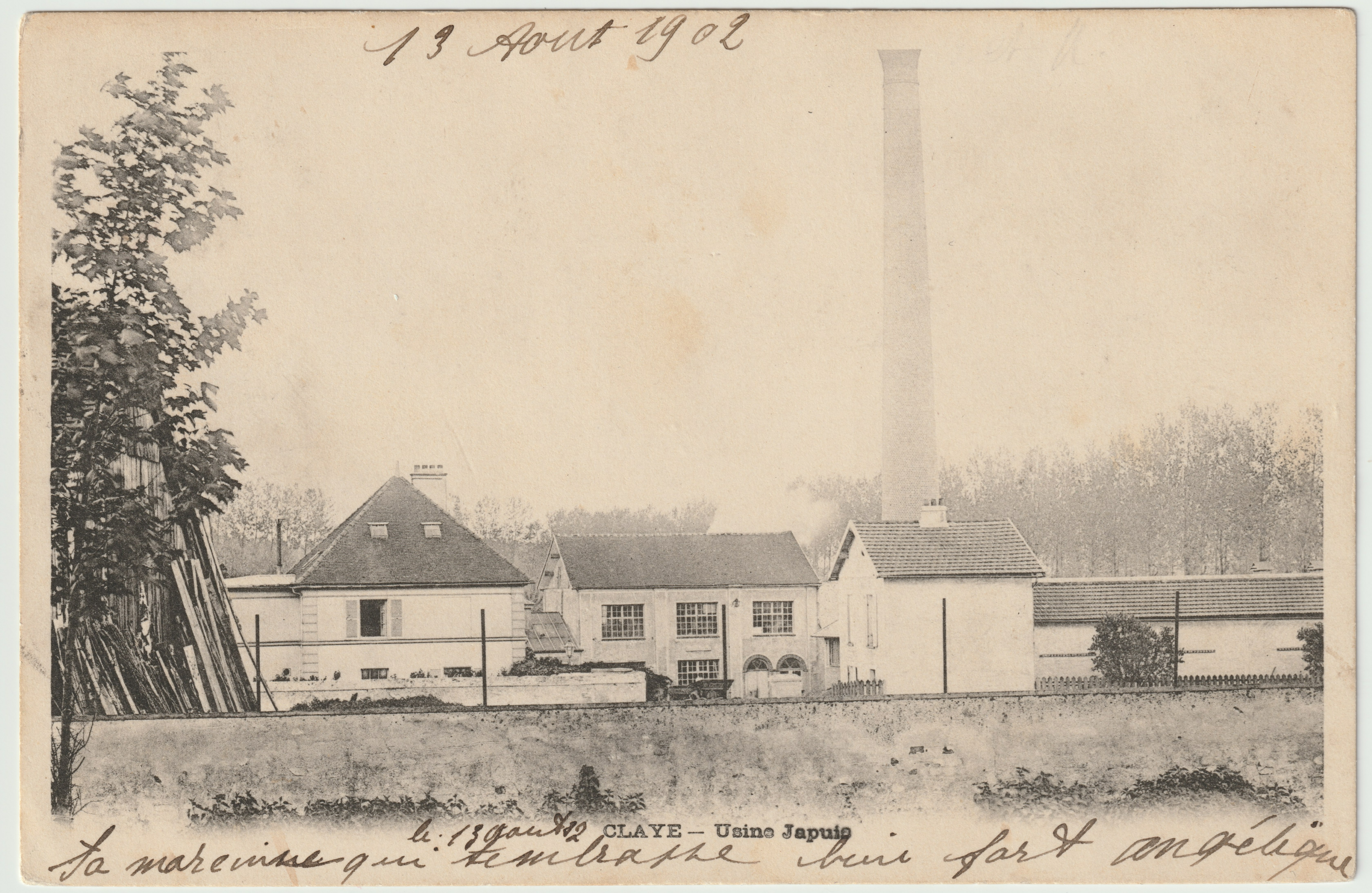
La manufacture en 1902.

Puis, vers la fin du XIXe siècle, l'industrie des manufactures textiles a connu un déclin en raison de la concurrence étrangère accrue (notamment anglaise), des changements dans les modes de consommation et du retard dans l'adoption des nouvelles technologies. Ces facteurs combinés ont entraîné une perte de compétitivité, jumelée avec une baisse de la demande.
En juin 1914, la manufacture de toiles peintes, alors dirigée par Paul-Hector Japuis, fut rachetée par la Société d'Impression des Vosges et de Normandie (SIVN), mettant fin à l'entreprise d'impression sur étoffes familiale fondée 140 ans plus tôt par Jean-Baptiste Japuis.
La SIVN fut absorbée en 1929 par la Société Blanchisserie et Teinturerie de Thaon.
En 1934, alors que se précisent des menaces de guerre, l’ingénieur suisse, Frédéric Sauter, déplace la production de ses appareils de chauffage et d’électroménager, de l’usine de Saint-Louis dans le Haut-Rhin vers Claye-Souilly. Durant la guerre, l’activité ralentie de l’usine est consacrée à la fabrication d’objets émaillés (assiettes, plats, cuvettes …). Après la guerre, l’activité reprend en réquisitionnant les jeunes de la région. À Claye-Souilly, sont essentiellement fabriqués, les réchauds, les cuisinières, et une grande gamme d’appareils pour les cuisines industrielles. En 1965, l’extension de l’usine est refusée par l’État, car il aurait fallu assécher les marais situés autour de l’usine. La production est alors transférée à Orléans. En 1971, la société Westinghouse y implante la production de sa division automobile qui était jusqu’alors basée à Sevran, quartier de Freinville. En 2018, Wabco abandonne définitivement le site. Aujourd'hui, c'est le groupe DG qui occupe les lieux.